# Miniera

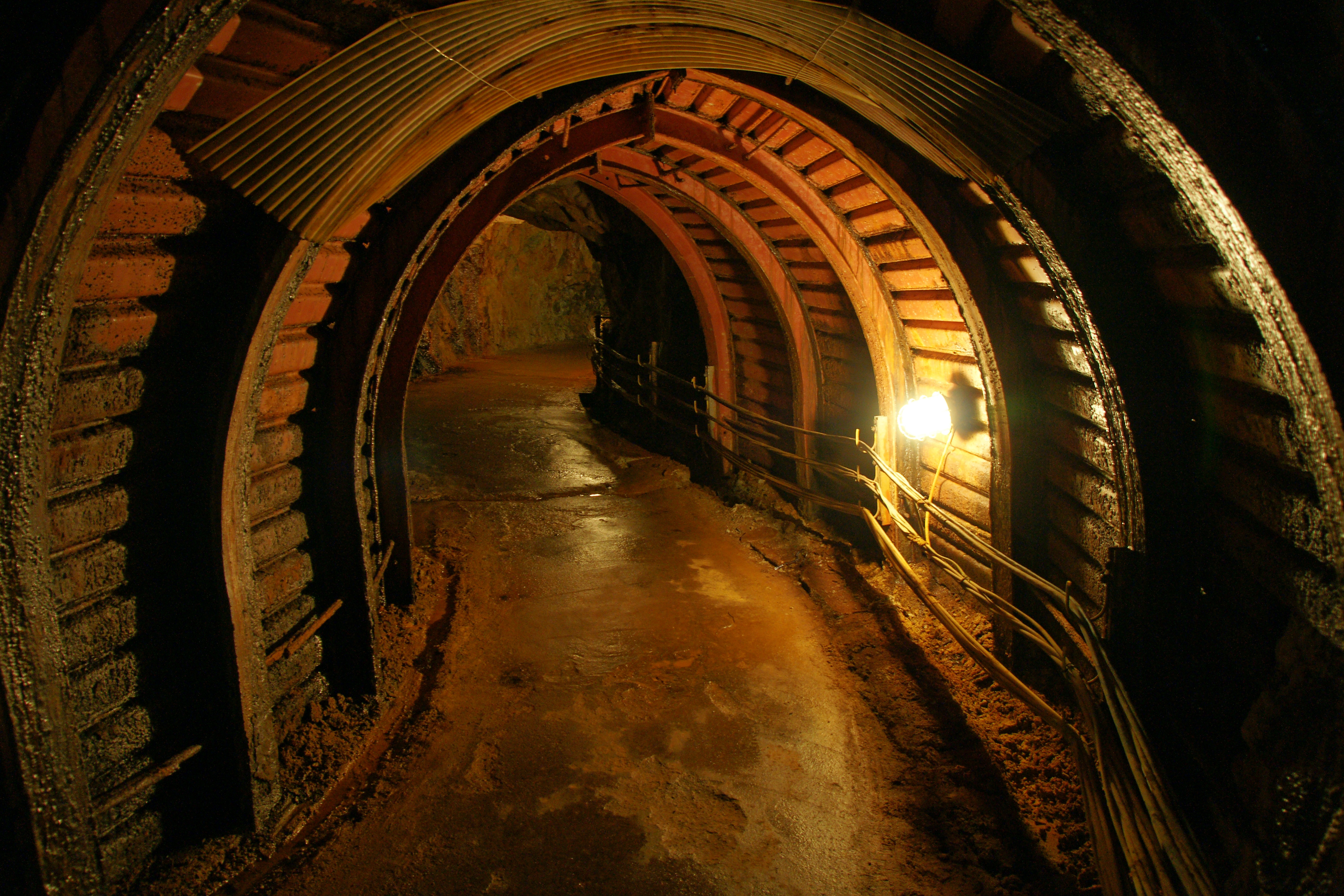
Tunnel sotterraneo in una miniera giapponese

Una miniera è un luogo dove avviene l'estrazione di rocce e minerali o combustibili solidi carbone, lignite di interesse economico, grazie a lavorazioni eseguite principalmente in ambienti sotterranei o sottomarini. Il termine indica anche il complesso industriale collegato all'attività di estrazione che è parte dell'industria mineraria.
Nel mondo romano, l'estrazione mineraria e la lavorazione dei metalli estratti era la principale attività industriale. I Romani sfruttarono giacimenti sia sull'attuale territorio Italiano, sia nelle province; in particolare nell'Iglesiente, in Sardegna, venivano estratti piombo, ferro, rame e argento, ma anche in Gallia, in Spagna (qui particolarmente importanti le miniere di Rio Tinto già note ai Fenici), in Britannia, in Asia minore e nelle province lungo il Danubio venivano estratti questi metalli oltre allo stagno.

## Storia

### Preistoria
Sin dagli albori della civiltà, l'uomo ha utilizzato materiali litici, argillosi e, in seguito, metallici, reperibili in prossimità della superficie terrestre, per la fabbricazione di strumenti e armi primitive. Un esempio emblematico è rappresentato dal selce di alta qualità, estratto in regioni come la Francia settentrionale, l'Inghilterra meridionale e la Polonia, ampiamente impiegato per la produzione di utensili litici. Le miniere di selce, spesso ubicate in aree calcaree, presentavano sistemi di scavo complessi, con pozzi e gallerie che seguivano i filoni del minerale. Tra i siti più rilevanti spiccano le miniere di Grimes Graves (Regno Unito) e Krzemionki (Polonia), entrambe risalenti al Neolitico (circa 4000–3000 a.C.). Oltre al selce, altre rocce dure, come la pietra verde dell'industria litica di Langdale (Lake District), furono sfruttate per la produzione di asce. Il sito minerario più antico documentato archeologicamente è la Miniera di Ngwenya nello Swaziland (Eswatini), datata con il radiocarbonio a circa 43.000 anni fa. Qui, popolazioni paleolitiche estraevano ematite per produrre ocra rossa, un pigmento utilizzato probabilmente per scopi rituali o artistici. Parallelamente, in Ungheria, miniere coeve hanno mostrato evidenza di estrazione di selce, suggerendo che i Neanderthal potessero averle sfruttate per ricavare pietra focaia, strumenti e armi.

### Antico Egitto
Gli antichi Egizi estraevano la malachite a Maadi. Inizialmente, utilizzavano le pietre di malachite verde brillante per ornamenti e ceramiche. Successivamente, tra il 2613 e il 2494 a.C., i grandi progetti di costruzione richiesero spedizioni all'estero, nella zona di Uadi Maghara, per assicurarsi minerali e altre risorse non disponibili in Egitto. Cave di turchese e rame furono trovate anche a Uadi Hammamat, Tura, Assuan e in vari altri siti nubiani nella penisola del Sinai e a Timna. Cave di gesso furono scoperte nel sito di Umm el-Sawwan; il gesso veniva utilizzato per realizzare oggetti funerari per tombe private. Altri minerali estratti in Egitto dall'Antico Regno (2649-2134 a.C.) fino al periodo romano (30 a.C.-395 d.C.) includevano granito, arenaria, calcare, basalto, travertino, gneiss, galena e ametista.
L'estrazione mineraria in Egitto avveniva già dalle prime dinastie. Le miniere d'oro della Nubia erano tra le più grandi e vaste dell'antico Egitto. Queste miniere sono descritte dall'autore greco Diodoro Siculo, che menziona l'uso del fuoco come metodo per frantumare la roccia dura contenente l'oro. Uno di questi complessi è rappresentato in una delle più antiche mappe minerarie conosciute. I minatori frantumavano il minerale e lo macinavano fino a ottenere una polvere fine, per poi lavarla alla ricerca della polvere d'oro, un processo noto come separazione a secco e a umido.

### Antica Grecia ed antica Roma

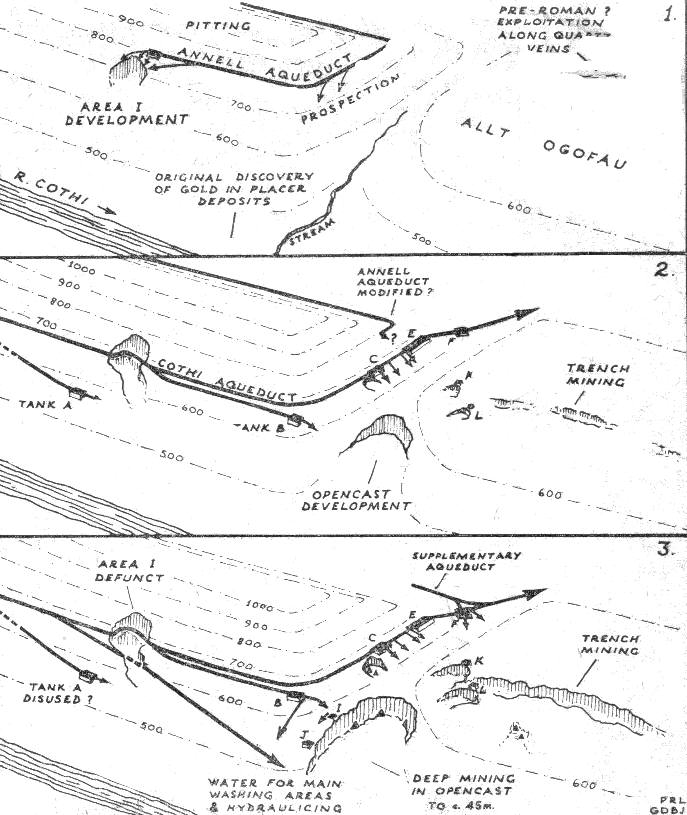
Sviluppo di epoca romana delle miniere d'oro di Dolaucothi, Galles

L'estrazione mineraria in Europa ha una storia molto lunga. Un esempio celebre sono le miniere d'argento del Laurio, che contribuirono a sostenere la città-stato greca di Atene. Nonostante vi lavorassero oltre 20.000 schiavi, la tecnologia impiegata era sostanzialmente la stessa usata nell’Età del Bronzo. In altre miniere, come quelle dell’isola di Taso, i Pari iniziarono a estrarre marmo dopo il loro arrivo nel VII secolo a.C. Il marmo veniva trasportato via mare e, come scoperto dagli archeologi, fu utilizzato in edifici tra cui la tomba di Anfipoli. Filippo II di Macedonia, padre di Alessandro Magno, conquistò nel 357 a.C. le miniere d’oro del Monte Pangeo per finanziare le sue campagne militari. Sfruttò anche le miniere d’oro in Tracia per coniare monete, arrivando a produrne 26 tonnellate all’anno.
Furono però i Romani a sviluppare metodi di estrazione su larga scala, in particolare l’uso di grandi quantità d’acqua trasportata alle miniere attraverso numerosi acquedotti. L’acqua serviva per diversi scopi: rimuovere il terreno di copertura e i detriti rocciosi (una tecnica nota come lavaggio idraulico), lavare i minerali frantumati e azionare macchinari semplici.
I Romani applicarono il lavaggio idraulico su vasta scala per individuare vene metallifere. Costruirono numerosi acquedotti per rifornire d’acqua i siti minerari, dove veniva immagazzinata in grandi bacini. Quando un serbatoio veniva aperto, l’ondata d’acqua spazzava via il terreno in superficie, esponendo il substrato e le eventuali vene aurifere. La roccia veniva poi lavorata con il metodo del fuoco: riscaldata con il calore e poi raffreddata bruscamente con getti d’acqua, provocandone la fratturazione. Questa sollecitazione termica facilitava la rimozione del materiale con ulteriori getti d’acqua dai serbatoi sopraelevati.
I minatori romani applicarono tecniche simili per estrarre cassiterite in Cornovaglia e minerali di piombo nei Pennini. I Romani svilupparono metodi di lavaggio idraulico in Spagna nel 25 d.C. per sfruttare i vasti giacimenti auriferi alluvionali. Il sito più grande era Las Médulas, dove sette lunghi acquedotti deviavano i fiumi locali per erodere i depositi. Sfruttarono anche l’argento presente nella galena argentifera, estratta nelle miniere di Cartagena (Carthago Nova), Linares (Castulo), Plasenzuela e Azuaga, tra molte altre. I Romani non si limitarono all’estrazione superficiale. Quando i giacimenti a cielo aperto si esaurivano, seguivano le vene minerarie in gallerie sotterranee. A Dolaucothi, in Galles, scavarono lungo le vene e realizzarono cunicoli di drenaggio per svuotare le gallerie a giorno. Questi stessi cunicoli servivano anche per la ventilazione, essenziale quando si usava la tecnica del fuoco controllato. In altre zone, i Romani raggiunsero la falda freatica e prosciugarono le miniere usando macchine ingegnose, in particolare ruote idrauliche a tazze rovesce. Queste venivano usate massicciamente nelle miniere di rame di Rio Tinto, in Spagna, dove una sequenza di 16 ruote accoppiate sollevava l’acqua per circa 24 metri. Erano azionate a forza di braccia, con i minatori che camminavano sui pioli superiori come su un tapis roulant antico.

### Europa medioevale
Nel Medioevo, l'industria mineraria subì cambiamenti radicali. Inizialmente, l'estrazione si concentrava sul rame e ferro, mentre altri metalli preziosi erano utilizzati principalmente per la coniatura o la doratura. I minerali venivano ricavati perlopiù da miniere a cielo aperto o da scavi superficiali, piuttosto che da pozzi profondi. Verso il XIV secolo, l'uso crescente di armi, armature, staffe e ferri di cavallo fece impennare la richiesta di ferro. I cavalieri medievali, ad esempio, indossavano fino a 45 kg di armatura (in piastre o maglia di ferro), oltre a spade, lance e altre armi. Questa dipendenza dal ferro per scopi militari stimolò notevolmente la produzione e i processi estrattivi.

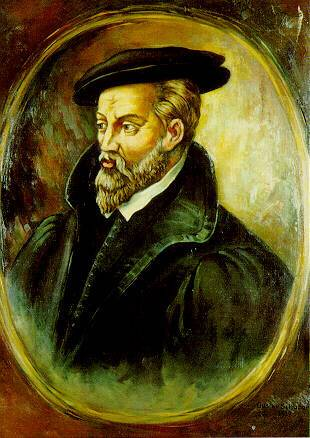
Georg Agricola, autore del De re metallica

A causa di mutamenti sociali e giuridici, lo sfruttamento dei giacimenti minerari si spostò dall’Europa centrale all’Inghilterra nel XVI secolo. Nel continente europeo, i giacimenti minerari appartenevano alla corona, e questo diritto regio veniva strenuamente mantenuto. Tuttavia, in Inghilterra, i diritti reali sulle attività minerarie furono limitati a oro e argento (di cui l’Inghilterra possedeva pochissimi giacimenti) da una decisione giudiziaria del 1568 e da una legge del 1688. L’Inghilterra era invece ricca di minerali come ferro, zinco, rame, piombo e stagno. I proprietari terrieri, detentori dei metalli comuni e del carbone presenti sotto le loro proprietà, avevano dunque un forte incentivo a estrarre questi metalli o ad affittare i giacimenti, riscuotendo regalie dagli operatori minerari. Capitali inglesi, tedeschi e olandesi si unirono per finanziare le attività di estrazione e raffinazione. Centinaia di tecnici e operai specializzati tedeschi furono impiegati; nel 1642 una colonia di 4.000 stranieri lavorava nell’estrazione e fusione del rame a Keswick, nella Cumbria.
L’uso della forza idraulica sotto forma di mulini ad acqua era ampiamente diffuso. Questi mulini venivano impiegati per frantumare il minerale, sollevarlo dai pozzi e ventilare le gallerie azionando giganteschi mantici. La polvere da sparo fu utilizzata per la prima volta nelle miniere europee nel 1627 a Selmecbánya, nel Regno d’Ungheria (oggi Banská Štiavnica, in Slovacchia). La polvere nera consentiva di far brillare le rocce e la terra, facilitando l’individuazione delle vene metallifere. Questa tecnica era molto più rapida rispetto alla tradizionale pratica del riscaldamento e raffreddamento delle rocce e rese possibile l’estrazione di metalli e minerali precedentemente inaccessibili. Nel 1762, nella stessa città fu fondata una delle prime accademie minerarie del mondo.
La diffusione di innovazioni agricole, come la lama del vomere in ferro, e l’uso crescente del metallo come materiale da costruzione furono anch’essi fattori trainanti della straordinaria crescita dell’industria del ferro in questo periodo. Invenzioni come l’arrastra, spesso utilizzata dagli spagnoli, servivano a polverizzare il minerale estratto. Questo dispositivo, azionato da animali, si basava sugli stessi principi impiegati per la trebbiatura del grano.
Gran parte delle conoscenze sulle tecniche minerarie medievali proviene da testi come il De la pirotechnia di Vannoccio Biringuccio e, soprattutto, dal De re metallica (1556) di Georg Agricola. Questi libri descrivono in dettaglio i numerosi metodi di estrazione usati nelle miniere tedesche e sassoni. Una delle principali problematiche delle miniere medievali, che Agricola illustra accuratamente, era la rimozione dell’acqua dai pozzi minerari. Man mano che i minatori scavavano più in profondità per raggiungere nuove vene, le inondazioni rappresentavano un ostacolo concreto. L’introduzione di pompe azionate meccanicamente o tramite animali rese l’industria mineraria molto più efficiente e redditizia.

### Africa
La metallurgia del ferro in Africa risale a oltre quattromila anni fa. L'oro divenne una merce importante per l'Africa durante il commercio transahariano dell'oro, dal VII al XIV secolo. Spesso, l'oro veniva scambiato con le economie del Mediterraneo in cambio di sale, nonostante gran parte dell'Africa ne fosse già ricca grazie alle miniere e alle risorse del deserto del Sahara. Lo scambio di oro con sale serviva principalmente a promuovere il commercio tra le diverse economie. In seguito al Grande Trek nel XIX secolo, l'estrazione di oro e diamanti nell'Africa meridionale riscosse un impatto politico ed economico significativo. La Repubblica Democratica del Congo è il più grande produttore di diamanti in Africa, con una stima di 12 milioni di carati nel 2019. Altri tipi di riserve minerarie in Africa includono cobalto, bauxite, minerale di ferro, carbone e rame.

### Americhe
Durante la preistoria, gli antichi abitanti delle Americhe estrassero grandi quantità di rame lungo la penisola di Keweenaw, sul Lago Superiore, e nella vicina Isle Royale; in epoca coloniale, il rame metallico era ancora presente in superficie. I popoli indigeni utilizzavano il rame del Lago Superiore già da almeno 5.000 anni; sono stati ritrovati strumenti in rame, punte di freccia e altri manufatti che facevano parte di una vasta rete commerciale dei nativi. Oltre al rame, anche ossidiana, selce e altri minerali venivano estratti, lavorati e scambiati. I primi esploratori francesi che visitarono questi siti non sfruttarono i metalli, a causa delle difficoltà legate al loro trasporto, ma il rame venne comunque commercializzato in tutto il continente lungo le principali rotte fluviali.

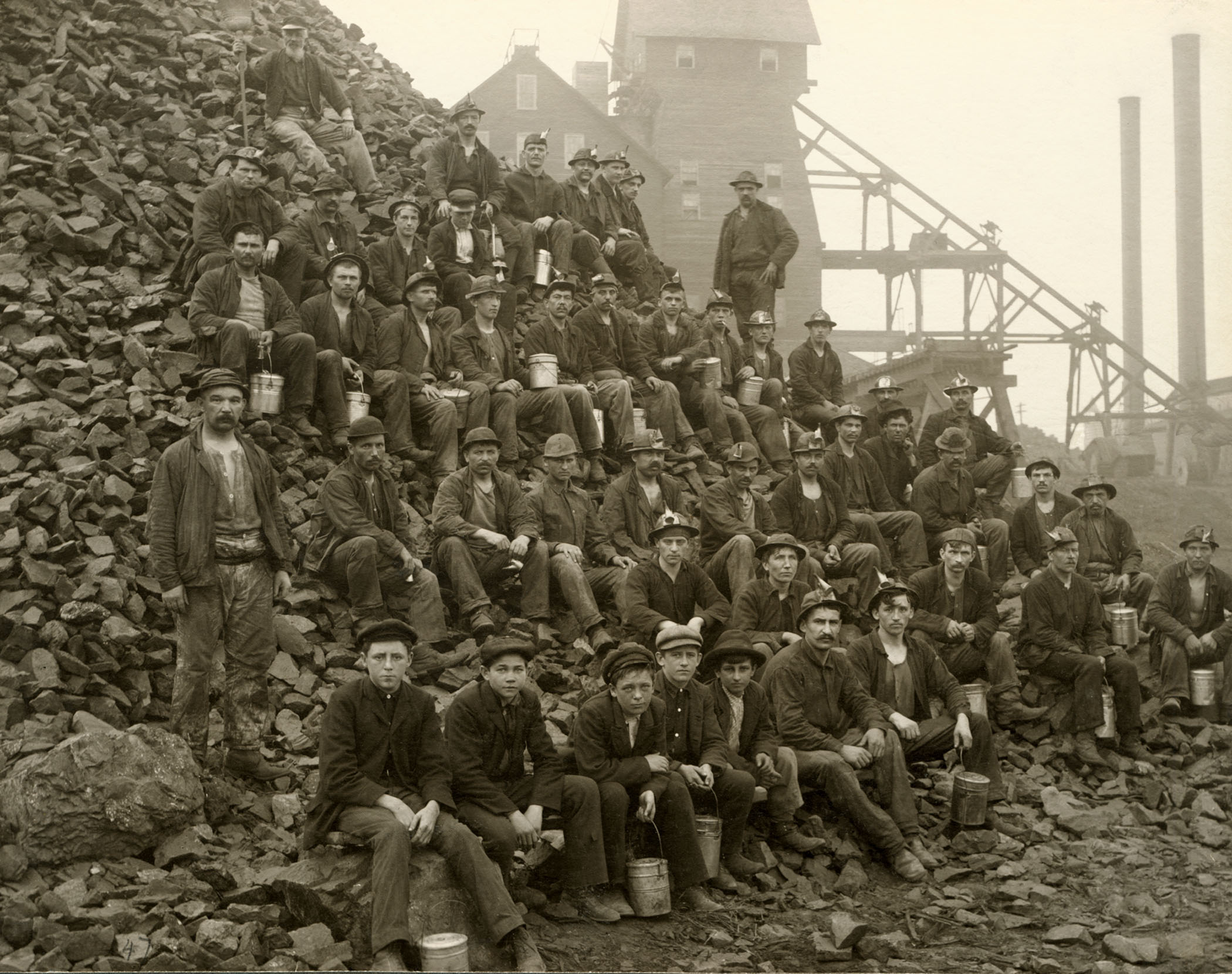
Minatori delle contea di Copper, Michigan. Stati Uniti, 1905.

Nei primi decenni della colonizzazione delle Americhe, l’oro e l’argento nativi furono rapidamente espropriati e inviati in Spagna a bordo di galeoni carichi di metalli preziosi, provenienti principalmente da miniere dell’America Centrale e Meridionale. Il turchese, datato al 700 d.C., veniva estratto nell’America precolombiana; nel distretto minerario di Cerrillos, nel Nuovo Messico, si stima che circa 15.000 tonnellate di roccia siano state rimosse dal monte Chalchihuitl con utensili di pietra prima del 1700.
Nel 1727, Louis Denys (1675–1741), signore de La Ronde, assunse il comando di Fort La Pointe nella baia di Chequamegon, dove gli indigeni lo informarono dell’esistenza di un’isola ricca di rame. Nel 1733, La Ronde ottenne dal governo francese il permesso di avviare attività minerarie, diventando così "il primo minatore sul Lago Superiore"; sette anni dopo, le attività minerarie furono interrotte a causa di un conflitto tra le tribù Sioux e Chippewa.
L’industria mineraria negli Stati Uniti si sviluppò su larga scala nel XIX secolo, e il Congresso approvò il General Mining Act del 1872 per incentivare l’estrazione di minerali dalle terre federali. Come avvenne con la Corsa all’oro in California nella metà del secolo, l’estrazione di minerali e metalli preziosi, insieme all’allevamento, fu un fattore trainante nell’espansione statunitense verso ovest fino alla costa del Pacifico. Con l’esplorazione dell’Ovest, sorsero numerosi accampamenti minerari che "esprimevano uno spirito distintivo, un’eredità duratura per la nuova nazione"; i cercatori d’oro affrontarono le stesse difficoltà dei pionieri agricoli che li avevano preceduti nel territorio ancora instabile del West. Favoriti dallo sviluppo ferroviario, molti migranti si spostarono verso occidente alla ricerca di opportunità lavorative nelle miniere. Città occidentali come Denver e Sacramento nacquero originariamente come insediamenti minerari.

### Età contemporanea
All’inizio del XX secolo, la corsa all’oro e all’argento negli Stati Uniti occidentali stimolò anche l’attività estrattiva del carbone e dei metalli vili come rame, piombo e ferro. Regioni degli attuali Montana, Utah, Arizona e, successivamente, dell’Alaska divennero importanti fornitori mondiali di rame, la cui domanda era in rapido aumento per l’impiego nei settori elettrico e domestico. L’industria mineraria del Canada si sviluppò più lentamente rispetto a quella statunitense, a causa di limitazioni nei trasporti, nella disponibilità di capitali e della concorrenza statunitense; l’Ontario fu il principale produttore canadese nei primi decenni del secolo, estraendo nichel, rame e oro.
Nel frattempo, l’Australia fu interessata dalle corsi all’oro australiane e, già negli anni 1850, produceva il 40% dell’oro mondiale, a cui seguirono lo sviluppo di grandi miniere come la miniera Mount Morgan, attiva per quasi un secolo, il giacimento di Broken Hill (uno dei più grandi giacimenti di piombo-zinco del mondo) e le miniere di ferro di Iron Knob. Dopo un periodo di declino produttivo, negli anni 1960 si verificò una nuova fase di espansione. All’inizio del XXI secolo, l’Australia rimane uno dei principali produttori mondiali di minerali.

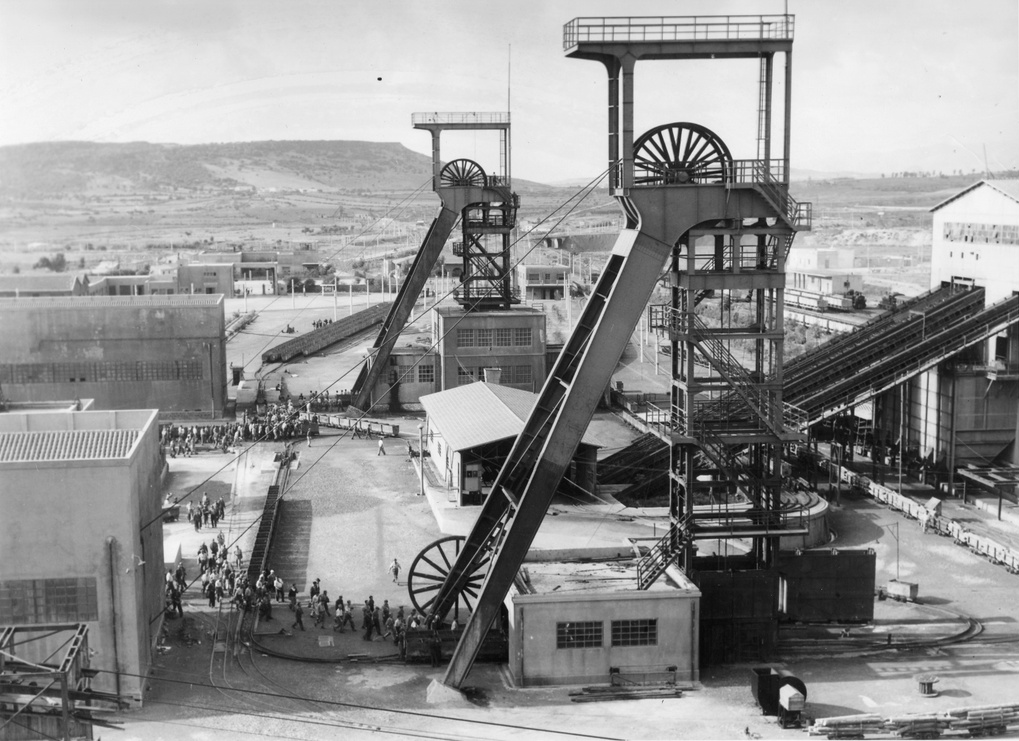
Miniera di Serbariu, 1938

In Italia, sin dall'unificazione l’industria mineraria fu caratterizzata dallo sfruttamento di risorse limitate. La penisola contiene poche risorse minerarie di buona qualità. Giacimenti nazionali di carbone esistevano solo in quantità modeste (soprattutto in Toscana) e buona parte del ferro italiano proveniva dall’isola d’Elba. Viceversa, alcune aree furono rilevanti: la Sicilia ospitava vaste miniere di zolfo (nel 1901 circa 39.000 addetti con 540.000 tonnellate estratte) e la Sardegna forniva soprattutto piombo e zinco. Durante il regime fascista lo Stato accentuò gli investimenti minerari: furono fondate cittadine come Carbonia (Sulcis) per i minatori del carbone e nel 1927 fu nazionalizzato lo zolfo siciliano con l’Ente nazionale zolfi. Nel secondo dopoguerra le attività continuarono in declino. Negli anni ’70 l’Italia rimase ancora autosufficiente in alluminio (dal Gargano), zolfo (dalla Sicilia), piombo e zinco (dalla Sardegna), ma già alla fine del decennio la congiuntura internazionale e l’esaurimento dei giacimenti provocarono un forte calo produttivo. Ad esempio, la produzione di zolfo in Sicilia precipitò a 85.000 tonnellate nel 1976, segnando il crollo dell’industria zolfifera. Tra la fine degli anni ’70 e l’inizio degli anni ’90 il settore minerario fu pressoché abbandonato: la chiusura generalizzata delle miniere determinò un drastico crollo delle produzioni e dell’occupazione. Le aree prima minerarie (Sulcis, Maremma, Elba, ecc.) sono oggi musei o parchi geologici, testimoniando la transizione verso un’economia post-industriale.
Con l’inizio del XXI secolo, si è affermata un’industria mineraria globalizzata, dominata da grandi multinazionali. Al contempo, sono emerse preoccupazioni legate al raggiungimento del picco dei minerali e agli impatti ambientali dell’attività estrattiva. La domanda di alcuni elementi, in particolare le terre rare, è cresciuta significativamente in risposta all’introduzione di nuove tecnologie.

## Norme legislative e amministrative in Italia
Una miniera, ai sensi del regio decreto 29 luglio 1927 nº 1443, è un'attività di estrazione mineraria che sfrutta un giacimento di minerale classificato come materiale da miniera.
I materiali definiti da miniera in questo decreto sono i seguenti:
1. minerali utilizzabili per l'estrazione di metalli, metalloidi e loro composti, anche se detti minerali siano impiegati direttamente;
2. grafite, combustibili solidi, liquidi e gassosi, rocce asfaltiche e bituminose;
3. fosfati, sali alcalini e magnesiaci, allumite, miche, feldspati, caolino e bentonite, terre da sbianca, argille per porcellana e terraglia forte, terre con grado di refrattarietà superiore a 1630 gradi centigradi;
4. pietre preziose, granati, corindone, bauxite, leucite, magnesite, fluorite (fluorina), minerali di bario e di stronzio, talco, asbesto, marna da cemento, pietre litografiche;
5. sostanze radioattive, acque minerali e termali, vapori e gas.

Secondo quanto previsto dal R.D. 1443, l'attività di miniera è sottoposta a concessione statale; il proprietario del fondo quindi non è considerato proprietario del giacimento, il quale è proprietà dello Stato.
Lo sfruttamento (coltivazione) del giacimento minerario può avvenire con due metodologie principali:
- a cielo aperto (miniera di superficie)
- in sotterraneo (miniera sotterranea)

Le norme relative alla polizia per miniere e cave, sono regolate dal DPR 9 aprile 1959 nº 128.

## Organizzazione e servizi generali

Lavoro in una miniera moderna. Tagliatrice a Tamburo

La varietà dei materiali estratti, assieme alle caratteristiche topografiche rende profondamente diverso ogni complesso di estrazione. È possibile tuttavia individuare caratteri comuni nell'ambito delle miniere tradizionali: il flusso di lavorazione può essere descritto sinteticamente come abbattimento del materiale utile, seguito dal suo trasporto all'esterno, che comporterà un'evoluzione della miniera. Altro ambito comune è l'ambiente sotterraneo di lavorazione.
Proprio grazie a quest'ultimo, il peso predominante per quanto riguarda i costi iniziali di avviamento di una miniera è dato dalla creazione di pozzi e galleria, dalla loro messa in sicurezza e dall'installazione dei macchinari fissi, che comunque possono variare notevolmente a seconda del minerale coltivato.
L'organizzazione dell'impresa deve provvedere al coordinamento tra l'abbattimento ed il trasporto del materiale, e garantire i servizi essenziali al processo, come distribuzione dell'energia, ventilazione ed illuminazione dei tunnel. Normalmente, la metodologia di scavo prevede di frantumare il materiale componente il giacimento con esplosivi o macchine da scavo, per poi asportarlo ed avviarlo alle successive lavorazioni.

### Tipi di energia impiegati
L'energia maggiormente impiegata nelle miniere è energia di tipo elettrico, usata sia come alimentazioni per motori, che per produrre aria compressa, questa, veniva utilizzata come mezzo di trasmissione dell'energia dall'esterno al sottosuolo. In passato una grande quantità di macchine la utilizzavano come fonte principale, come: martelli perforatori; locomotori; pale caricatrici; nastri trasportatori e canali oscillanti. Benché la corrente elettrica stia sostituendo gradualmente l'aria compressa, grazie ai vantaggi quali costi di manutenzione ridotti, efficienza energetica, continuità di servizio e possibilità di azionamento a distanza; l'aria compressa è preferita in determinate applicazioni a causa della sua sicurezza intrinseca, in quanto una fuoriuscita d'aria per la rottura di un tubo ha effetti minimi rispetto alla rottura di un cavo elettrico. L'elettrificazione, per contro, presenta costi notevoli, inoltre i vari problemi di sicurezza correlati e la difficoltà di adattamento per macchine alternative costituisce talvolta un problema per impianti già avviati.
Le corrente elettrica comunemente impiegata è di tipo alternato, eccetto che per impianti di trasporto su rotaia e motori per argani di estrazione ad elevata potenza, dove viene preferita la corrente continua. La tensione varia mediamente dai 5000 ai 6000 V: particolare attenzione va data alla progettazione del materiale elettrico di miniera, infatti esso dovrà sopportare in maniera adeguata urti e usura, essere incombustibile e protetto da fonti che possono causare malfunzionamenti, come acqua o polveri, o esplosioni; in modo tale da essere compatibile con le opportune norme di sicurezza. L'aria compressa è prodotta da compressori volumetrici, ed è utilizzata a pressioni che vanno dai 6 ai 7 bar, ed è soprattutto usata con macchine operatrici a movimento alternativo (organi & martelli pneumatici), o rotativi (trapani, generatori elettro pneumatici).
Viene sfruttata, in misura comunque minore, energia di tipo termico, principalmente utilizzata per generatori elettrici di emergenza e per servizi esterni, come riscaldamento di vari ambienti.

### Abbattimento
La fase di abbattimento del materiale può prevedere varie configurazioni e l'uso o meno di esplosivi. La geometria del giacimento determina la tecnica di coltivazione utilizzabile. In generale si tende a creare una fronte di scavo con più superfici libere, questo rende più efficiente lo scavo con l'esplosivo. Anche in sotterraneo si cerca di ricreare la disposizione a gradini presente in uno scavo a cielo aperto.
In alcuni casi il minerale è di media o debole consistenza e può essere estratto mediante frese (continuous miner) senza quindi l'uso di esplosivi. È il caso del salgemma e dei sali potassici, anche il carbone viene estratto mediante macchine tagliatrici a tamburo in grado di sgretolare il carbone e convogliarlo su un nastro trasportatore.
Nelle operazioni di abbattimento può essere necessario eseguire una ripiena immediata dei vuoti lasciati, questa viene effettuata utilizzando i residui sterili degli impianti di arricchimento dei minerali. Nell'estrazione del carbone invece i vuoti creatisi durante l'estrazione vengono lasciati franare alle spalle delle macchine tagliatrici.
Nel caso si usino gli esplosivi per l'abbattimento del minerale, l'abbattimento si divide in tre fasi principali:

#### Perforazione
Questa fase prevede la perforazione dei fori da mina. Questa fase può essere in alcuni casi preparata "a monte", in questo caso una determinata zona del giacimento viene perforata ed è pronta ad essere caricata a seconda delle esigenze. Macchine perforatrici dotate di più bracci ognuno dotato di martello perforatore o perforatrice, permettono la realizzazione di più fori in contemporanea. Nelle moderne macchine di questo tipo il posizionamento dei bracci è computerizzato.
I fori da mina così preparati sono pronti ad accogliere l'esplosivo, in taluni casi è necessario rivestire il foro con dei tubi di plastica poiché la presenza di intercalazioni argillose o l'effetto delle vibrazioni stesse di perforazioni di fori vicini potrebbero produrre delle piccole frane che occluderebbero il foro.

#### Caricamento e sparo
Durante questa fase l'esplosivo viene introdotto nei fori, esso, può essere sia in forma di cartuccia (a volte detto candelotto) oppure sciolto. Nel caso l'esplosivo sia sciolto, generalmente è in polvere (Es. ANFO). Il caricamento dell'esplosivo porta notevoli vantaggi in quanto il foro viene riempito totalmente aumentando la densità di carica.
I fori innescati mediante micce detonanti, detonatori elettrici o altri sistemi, vengono fatti esplodere (brillamento) da una posizione sicura all'interno o all'esterno della miniera. Soprattutto in miniere a cielo aperto si pone il problema di sicurezza della proiezione di rocce a distanza, mentre in sotterraneo l'effetto delle sovrimpressioni dell'esplosivo in uno spazio confinato e l'emissione dei gas dell'esplosione pongono problemi di sicurezza diversi.

#### Sgombero
Effettuato lo scoppio delle mine la roccia disgregata deve essere rimossa. Negli anni sono stati sviluppati sistemi e macchine diverse, il problema principale degli scavi in sotterraneo è legato agli spazi ristretti e quindi alla manovra dei veicoli ma anche dalla sicurezza del fronte di scavo, infatti talvolta sono utilizzati veicoli telecomandati per la rimozione del materiale abbattuto.

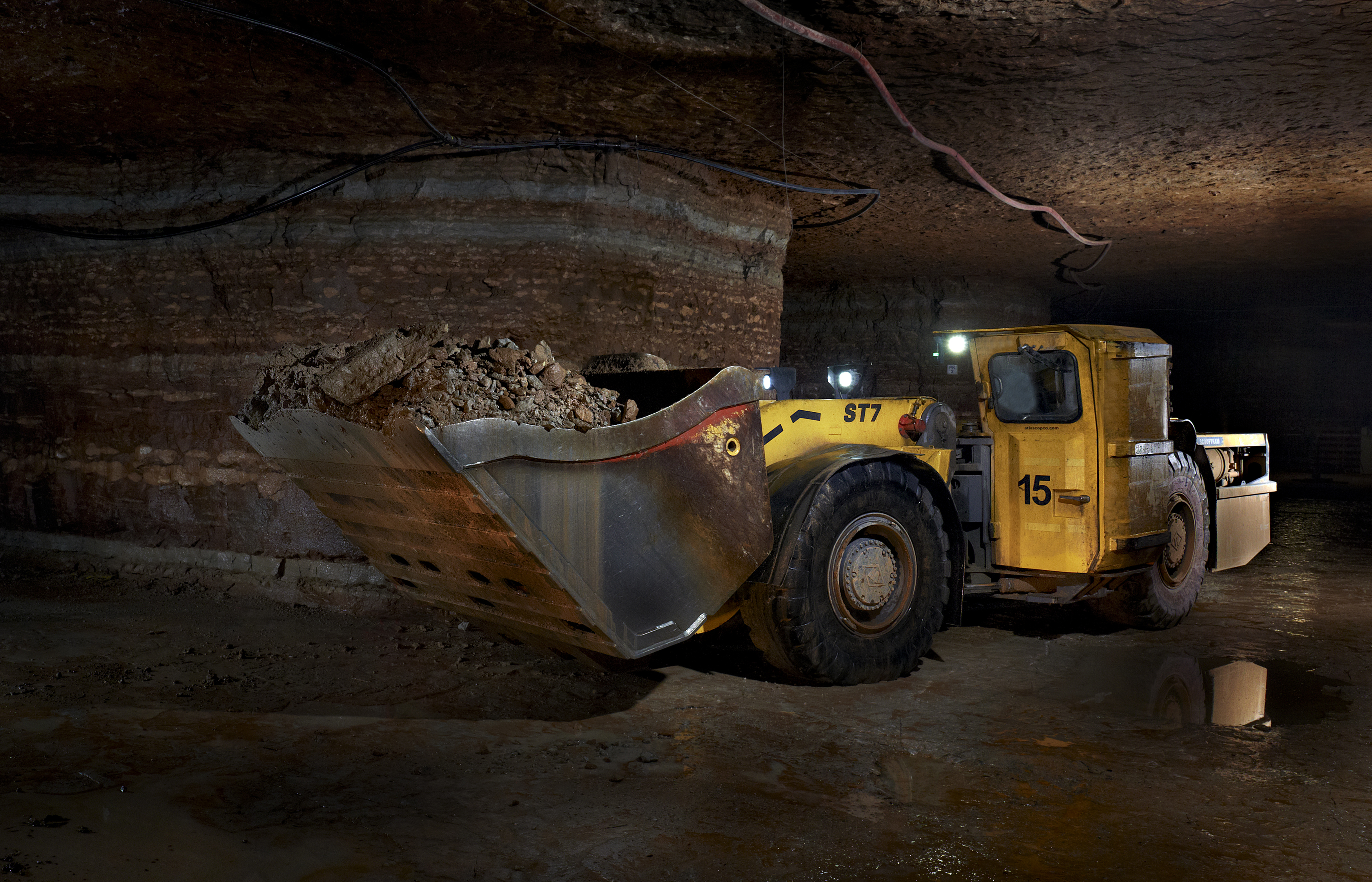
Pala caricatrice per uso in sotterraneo, detta anche LHD (Load, Haul, Dump).

### Trasporti
I trasporti sotterranei del materiale estratto possono essere divisi in trasporti di cantiere e trasporti principali: i primi trasportano il materiale dal fronte di abbattimento ad un punto di raccolta, generalmente situato nel livello più basso del cantiere, e sono caratterizzati da postazioni provvisorie, che possono essere rimosse o spostate con grande facilità, mentre i secondi portano il materiale nel punto dove poi saranno indirizzati verso l'esterno, e sono generalmente impianti più stabili con "rendimento" maggiore, i quali possono essere discontinui (ad esempio vagoni montati su rotaie) o continui (tipicamente nastri trasportatori). Per aumentare l'efficienza volumetrica dei mezzi di trasporto (vagoni, dumper etc.) possono essere installati dei frantoi direttamente in sotterraneo, questi riducono la pezzatura iniziale favorendo la movimentazione ed il trasporto del materiale grezzo.
I nastri trasportatori sono usati specialmente per miniere con una produzione non particolarmente dispersa. Il nastro trasportatore lavora con continuità ed il trasporto risulta fortemente automatizzabile; i nastri possono essere lunghi alcuni chilometri. I trasporti su via ferrata, che hanno accompagnato l'evoluzione delle miniere sin dalle origini, comportano un'organizzazione più complessa del trasporto del materiale: i vagoncini hanno una capacità che varia dai più piccoli, spinti a mano, contenenti circa 500 litri di materiale, fino ai più grossi, utilizzati nei grandi impianti, che ne contengono fino a 12000 litri. Lo scarico del materiale può avvenire tramite l'apertura di una parete laterale oppure mediante il rovesciamento completo del carrello, costruito appositamente.

### Estrazione
Rappresenta l'ultima fase dello scavo, in cui il materiale viene portato al di fuori della miniera mediante benne (skip) che viaggiano mediante delle guide in pozzi verticali comunicanti con l'esterno. Soprattutto in passato i vagoni carichi di minerale) venivano caricati nella "gabbia" tale cabina veniva movimentata da funi collegate ad un argano motore denominato "macchina di estrazione". Il funzionamento di questi apparati è paragonabile a quello di un comune ascensore.
Il motore per il sollevamento dovrà essere in grado di operare a diversi regimi di velocità: con massimi di 24 m/s per il trasporto di materiale, 8 m/s per il trasporto del personale, e 0,5 m/s in caso di verifica delle installazione nel pozzo. I motori possono essere sia in corrente continua che alternata, questi ultimi asincroni trifase. Le pulegge utilizzate da tali argani possono essere cilindriche o coniche, queste ultime permettono di avere maggiore trazione durante il traino dal fondo pozzo alla superficie.
Più raramente l'estrazione è effettuata idraulicamente o su nastri trasportatori. Talvolta i nastri trasportatori utilizzati sono del tipo "conveyor pipe". Questo tipo di nastro è in grado di chiudersi a formare un tubo, limitando le possibilità di fuoriuscita di materiale e quindi di intasamento e rottura del nastro. Per i tratti prospicienti alle fronti di scavo possono essere presenti degli speciali nastri denominati "trasportatori blindati" questi nastri non sono di gomma ma bensì di placche d'acciaio in grado di reggere l'urto violento del materiale scaricato su di essi da pale caricatrici o dumpers.

## Problemi di sicurezza

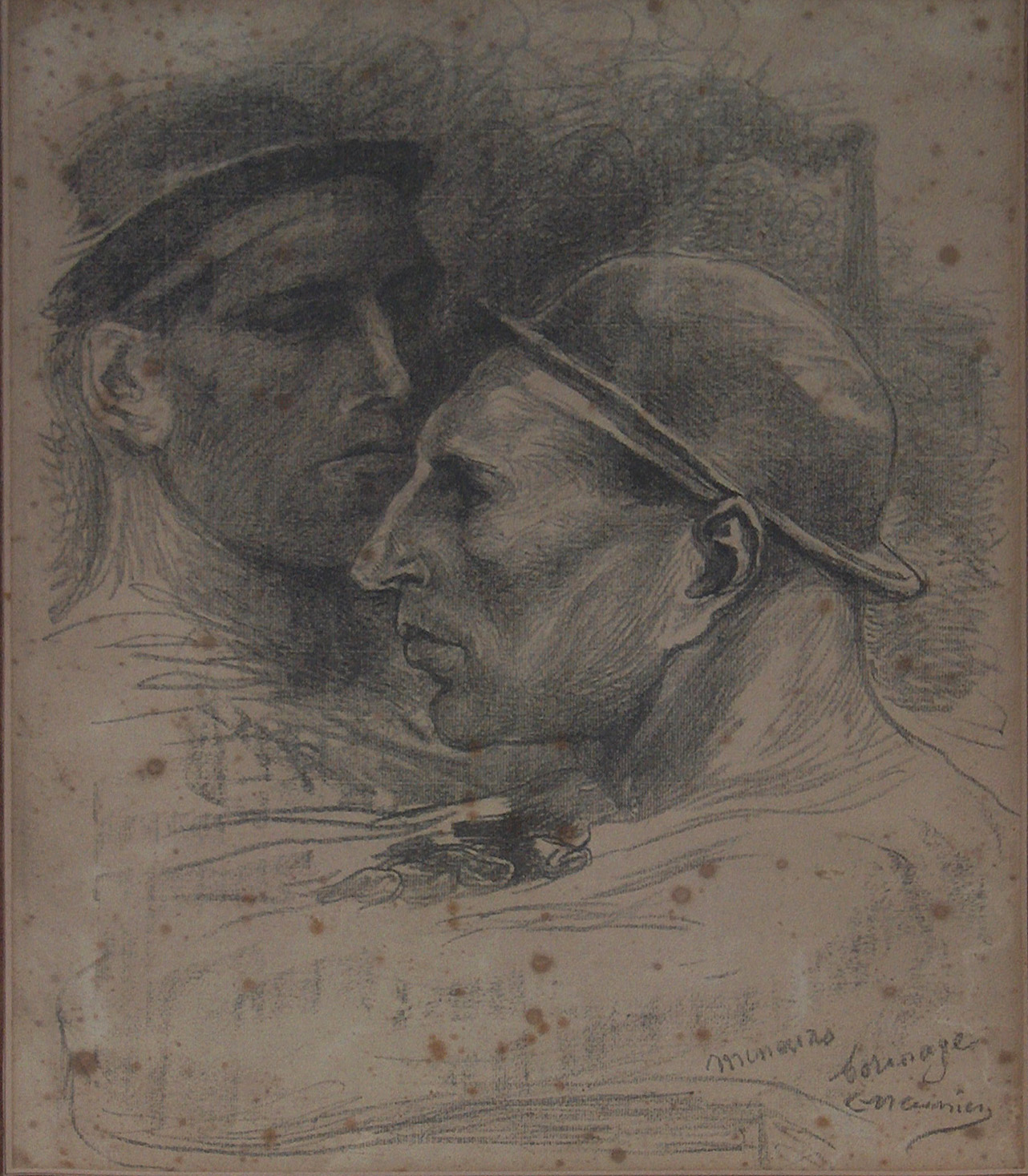
Constantin Meunier, Minatori a Borinage (fine XIX secolo)

Nelle miniere, ai possibili incidenti generali che si possono verificare nelle comuni attività di lavoro, vanno aggiunti quelli legati alla particolarità dell'ambiente di lavoro. Nonostante la grande risonanza mediatica delle sciagure minerarie, va tuttavia specificato che l'industria mineraria non figura ai primi posti per numero di infortuni e morti sul lavoro: ciò è principalmente dovuto alle condizioni di soggezione per l'ambiente di lavoro e la varietà di operazioni compiute dai minatori, che comporta una notevole attenzione sul posto di lavoro.

### Presenza di gas
La presenza di gas può essere nociva per più motivi, che vanno dalla possibile asfissia dei lavoratori, fino alla causa di terribili esplosioni. Tra i principali gas pericolosi per le miniere si può citare il grisù, un gas composto per gran parte di metano, che miscelato con l'aria in particolari percentuali, può dare luogo ad esplosioni; il grisù è comune nelle miniere di carbone. Nelle miniere di carbone la stessa presenza di ossigeno nelle gallerie può produrre l'accensione del carbone, inoltre la sottile polvere di carbone prodotta dallo scavo può avere un effetto aggravante in caso di esplosioni o incendio.
L'ossido di carbonio si può sviluppare in seguito ad esplosioni ed incendi, oltre che per causa dei motori diesel eventualmente presenti in miniera; può causare morte per asfissia in pochi minuti anche in bassissimi tenori, a cui si aggiunge la sua caratteristica inodore. L'idrogeno solforato, presente nelle miniere di zolfo e di solfuri, è molto velenoso. Anche se in bassa concentrazione è facilmente avvertibile per via del suo caratteristico odore di uova marce, oggi rilevatori di gas portatili e tarabili regolarmente fungono una gran funzione protettiva

## Ventilazione
Nelle miniere sotterranee la ventilazione ha per principali finalità le seguenti funzioni.
- Fornire ai lavoratori occupati un ambiente sano (anticamente anche agli animali impiegati).
- Mantenere l'atmosfera sotto livelli d'inquinamento accettabili.
- In certi casi mantenere una temperatura idonea.

Essa può essere forzata (nei casi più comuni) oppure naturale, in caso di piccole miniere che presentino aperture a diverse quote sul lato di una montagna. In ogni caso la ventilazione è controllata da porte disposte lungo le gallerie, queste permettono di concentrare il flusso nei cantieri attivi e di convogliare l'aria lungo il percorso più razionale.

## Eduzione
Per eduzione s'intende l'evacuazione dell'acqua che altrimenti allagherebbe la miniera. Le prime macchine ideate da Thomas Newcomen erano destinate a questa funzione. Poiché nessuna pompa è in grado di aspirare acqua al di sotto di circa 10 metri dal suo piano di installazione, è necessario spostare la pompa in sotterraneo. Nella miniera di Monteponi in Sardegna, la sala pompe era situata a -200 metri sotto il livello del mare. Nel caso la miniera si trovi al di sopra del livello del mare (es. Dentro una montagna) è possibile scavare una galleria di scolo che dai livelli più bassi della miniera dreni l'acqua all'esterno. In piccole miniere, in passato si usava riempire d'acqua degli speciali vagoni, questi erano poi estratti all'esterno e svuotati.

## Sviluppo e ciclo di vita delle miniere
Il processo minerario, dalla scoperta di un giacimento minerario fino all’estrazione dei minerali e al successivo ripristino del terreno allo stato naturale, si articola in diverse fasi distinte. La prima fase consiste nella scoperta del corpo minerario, effettuata attraverso attività di prospezione o esplorazione con l’obiettivo di individuare, localizzare e definire l’estensione e il valore del giacimento. Questa fase porta alla realizzazione di una stima matematica delle risorse, atta a determinare la dimensione e la qualità del deposito grezzo. Tale stima viene utilizzata per condurre uno studio di prefattibilità, che serve a valutare la sostenibilità teorica ed economica del giacimento. Questo studio preliminare permette di determinare fin dall’inizio se sia giustificato un ulteriore investimento in studi di ingegneria e stima delle risorse, individuando i principali rischi tecnici ed economici e le aree che richiedono ulteriori approfondimenti.
La fase successiva è rappresentata dallo studio di fattibilità, che ha lo scopo di valutare la redditività finanziaria, i rischi tecnici ed economici e la robustezza complessiva del progetto. È in questa fase che l’azienda mineraria decide se procedere con lo sviluppo della miniera oppure abbandonare il progetto. Tale decisione comprende la pianificazione della miniera, volta a valutare la porzione economicamente estraibile del giacimento, la metallurgia e la recuperabilità del minerale, la commercializzabilità e pagabilità dei concentrati di minerale, gli aspetti ingegneristici, i costi di molitura e infrastruttura, i requisiti di finanziamento ed equità, nonché un’analisi del ciclo di vita della miniera, dall’escavazione iniziale fino alla restituzione ambientale (reclamazione). La frazione di un deposito estraibile in modo economicamente vantaggioso dipende dal fattore di arricchimento del minerale nella zona interessata.

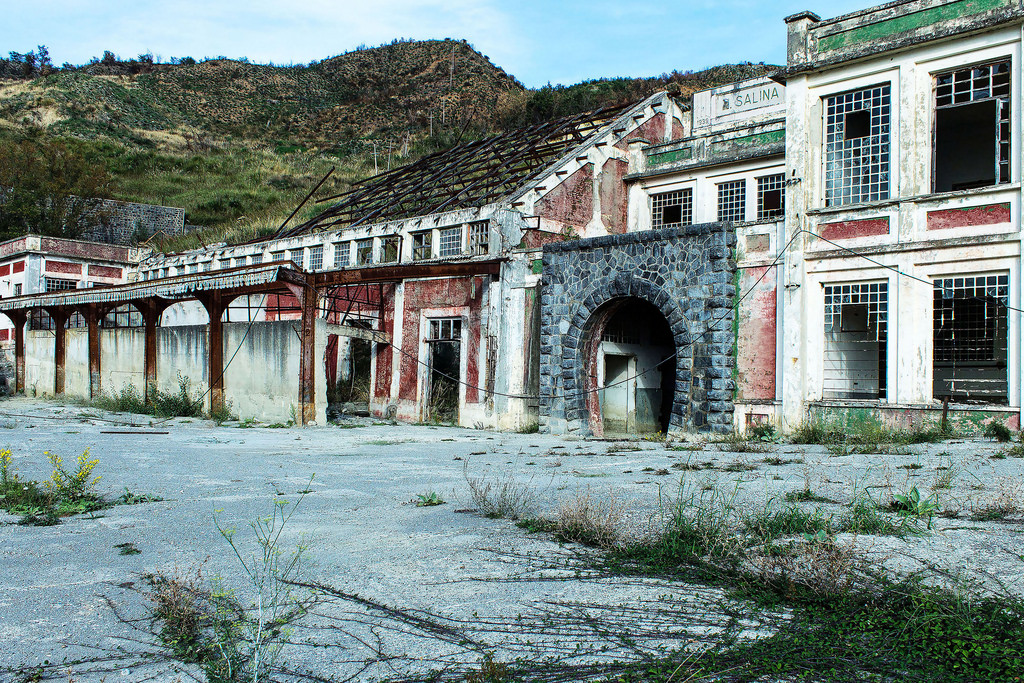
Miniera abbandonata di salgemma a Lungro, in Calabria.

Per accedere al giacimento minerario è spesso necessario scavare attraverso o rimuovere materiale sterile, ossia roccia priva di valore economico immediato. L'escavazione complessiva di minerale e materiale di scarto costituisce il processo minerario. In molte miniere, nel corso della loro vita utile, viene estratta una quantità di materiale di scarto superiore a quella di minerale utile. La rimozione e lo stoccaggio del materiale di scarto rappresentano uno dei maggiori costi per l’operatore minerario, e pertanto una caratterizzazione dettagliata di tale materiale è parte essenziale del programma di esplorazione geologica.
Una volta che le analisi stabiliscono che un determinato giacimento è economicamente estraibile, ha inizio la fase di sviluppo, finalizzata a creare l’accesso al corpo minerario. In questa fase vengono costruiti gli edifici minerari e gli impianti di trattamento, e vengono acquistate le attrezzature necessarie. L’attività estrattiva vera e propria ha inizio e prosegue finché l’operatore minerario ne ritiene vantaggioso lo sfruttamento. Quando tutto il minerale estraibile in modo profittevole è stato recuperato, può iniziare la fase di restituzione ambientale, con l’obiettivo di rendere nuovamente utilizzabile il terreno occupato dalla miniera.
Ogni miniera ha un ciclo di vita che dipende dalla quantità di riserve, dalla velocità di estrazione e dalla sostenibilità nel tempo della convenienza economica all'estrazione. Al termine del ciclo di vita della miniera si pone il problema della preservazione dell'ambiente naturale e della sua ricostituzione, nei limiti del possibile, nelle condizioni quanto più simili alla situazione originaria. Inoltre, qualora la roccia in cui è avvenuta la coltivazione del minerale non risulti essere sufficientemente stabile da consentire di lasciare nella stessa importanti volumi vuoti senza compromettere la sicurezza, si rende necessaria la realizzazione di una ripiena. Le sopraccitate condizioni di ripristino ambientale sono generalmente fissate al momento dell'inizio dello sfruttamento e seguono un programma che il concessionario deve seguire a partire dall'ottenimento della concessione estrattiva.

## Diritti umani

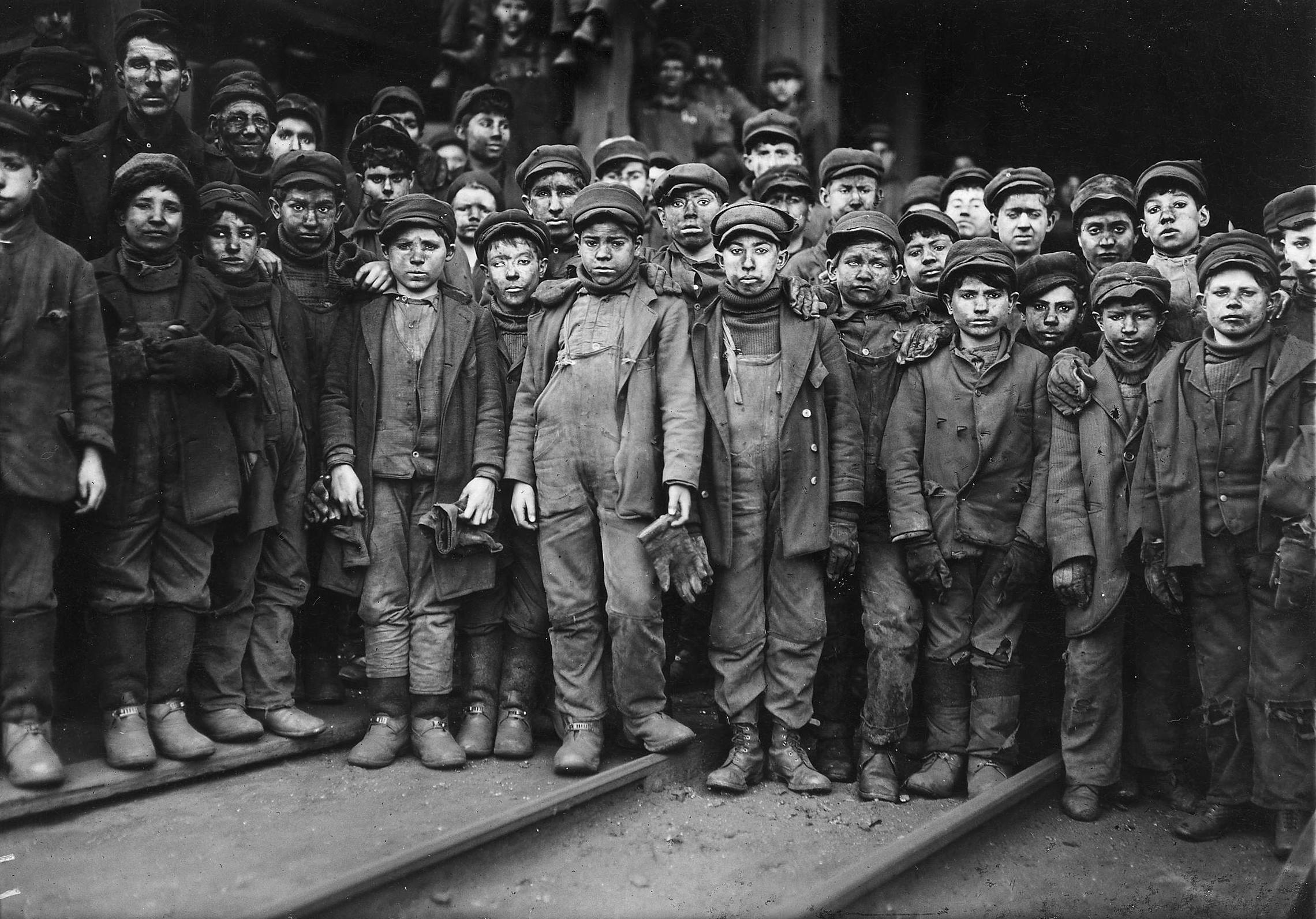
Breaker boys: bambini lavoratori che scomponevano il carbone in una miniera nel sud di Pittston, Pennsylvania, all'inizio del XX secolo.

Oltre all'impatto ambientale dei processi di estrazione, una critica importante a questa forma di pratica estrattiva e alle società minerarie sono le violazioni dei diritti umani che si verificano nei siti minerari e nelle comunità vicine. In alcune miniere, nonostante siano protetti dai diritti del lavoro internazionali, i minatori non ricevono attrezzature adeguate per proteggerli da un possibile crollo della miniera o da inquinanti e sostanze chimiche nocive espulse durante il processo di estrazione, lavorano in condizioni molto dure trascorrendo numerose ore a lavorare al caldo estremo, all'oscurità e con giornate lavorative di 14 ore senza pause.

### Lavoro minorile
Tra le violazioni dei diritti umani che si verificano durante i processi di estrazione mineraria vi sono casi di lavoro minorile. Questi casi sono causa di diffuse critiche all'estrazione di cobalto, un minerale essenziale per alimentare tecnologie moderne come laptop, smartphone e veicoli elettrici. Molti di questi casi di bambini lavoratori si trovano nella Repubblica Democratica del Congo. Sono aumentate le segnalazioni di bambini che trasportavano sacchi di cobalto del peso di 25 kg da piccole miniere ai commercianti locali e venivano pagati per il loro lavoro solo con vitto e alloggio. Diverse aziende come Apple, Google, Microsoft e Tesla sono state implicate in cause legali intentate da famiglie i cui figli sono rimasti gravemente feriti o uccisi durante le attività minerarie in Congo.

### Popoli indigeni
Ci sono stati anche casi di uccisioni e sfratti attribuiti a conflitti con le compagnie minerarie. Quasi un terzo dei 227 omicidi del 2020 riguardavano attivisti per i diritti dei popoli indigeni in prima linea nell'attivismo contro i cambiamenti climatici legato al disboscamento, all'estrazione mineraria, all'agroindustria su larga scala, alle dighe idroelettriche e ad altre infrastrutture, secondo Global Witness.
Il rapporto tra i popoli indigeni e l'attività mineraria è definito dalle lotte per l'accesso alla terra. In Australia, gli aborigeni Bininj hanno affermato che l'attività mineraria rappresentava una minaccia per la loro cultura vivente e poteva danneggiare i loro siti sacri.
Nelle Filippine, un movimento anti-attività mineraria ha sollevato preoccupazioni riguardo "al totale disprezzo per i diritti ancestrali sulle terre [delle comunità indigene]". L'opposizione del popolo Igorot all'attività mineraria ha portato un governatore a proclamare il divieto di attività minerarie nella provincia di Mountain, nelle Filippine.
In Brasile, più di 170 tribù hanno organizzato una marcia per opporsi ai controversi tentativi di revocare i diritti territoriali degli indigeni e di aprire i loro territori alle attività minerarie. La Commissione delle Nazioni Unite per i diritti umani ha chiesto alla Corte Suprema del Brasile di sostenere i diritti territoriali degli indigeni per impedire lo sfruttamento da parte di gruppi minerari e dell’agricoltura industriale.

## Primati
Al 2019, la miniera di Mponeng è la più profonda del mondo rispetto al livello del suolo, raggiungendo una profondità di 4 km al sotto della superficie. Il viaggio dall'ingresso fino al fondo della miniera richiede oltre un'ora. Si tratta di una miniera d'oro situata nella provincia del Gauteng, in Sudafrica. Inaugurata nel 1987, la miniera è considerata una delle più importanti al mondo per l'estrazione dell'oro.

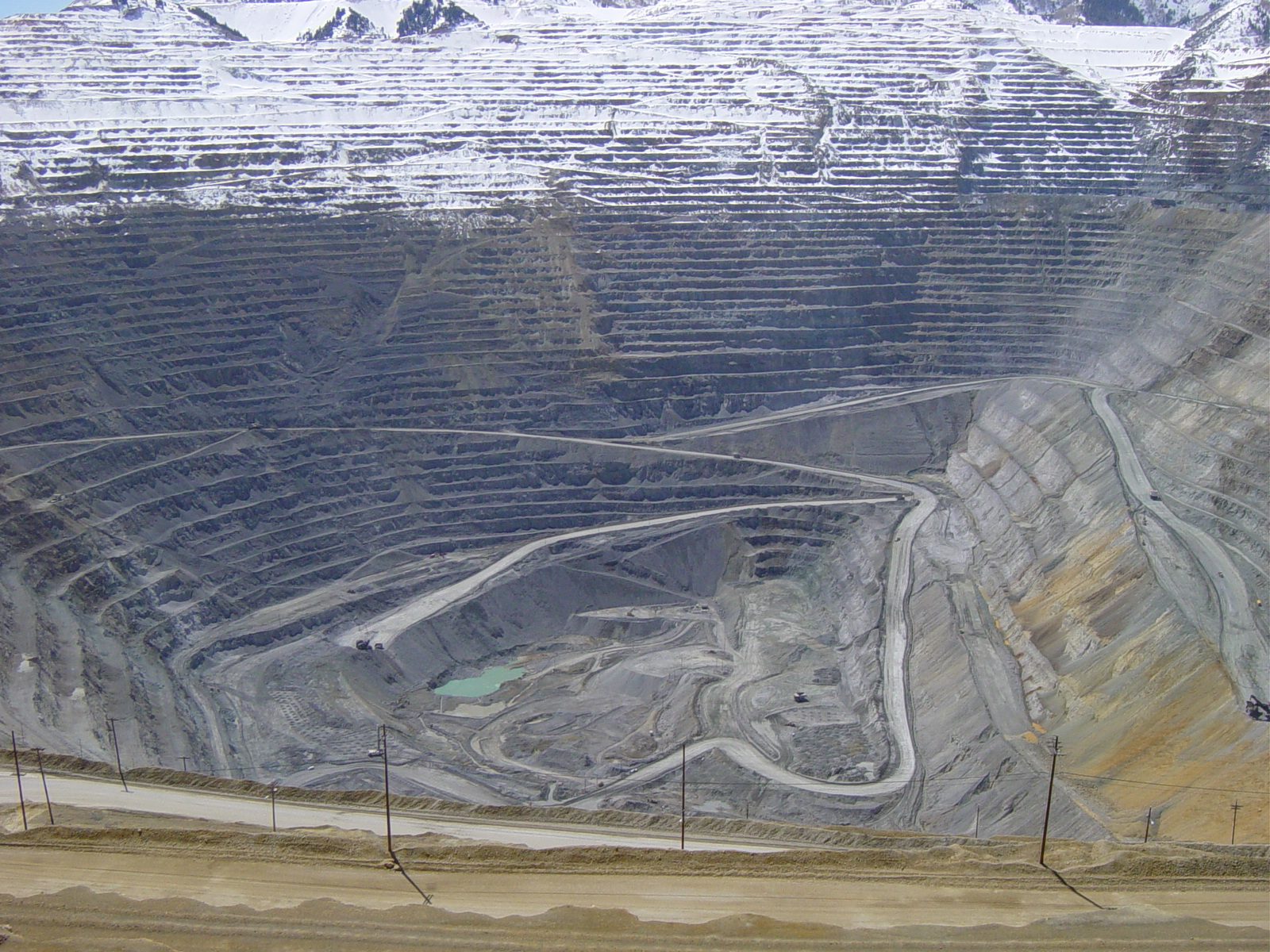
La miniera di Bingham Canyon, Utah

La miniera d'oro di Moab Khutsong, nella Provincia del Nordovest (Sudafrica), detiene invece il primato della più lunga fune d'acciaio continua al mondo, in grado di trasportare i minatori fino a 3.054 metri di profondità in un unico viaggio ininterrotto della durata di quattro minuti.
La miniera più profonda d'Europa è il 16° pozzo delle miniere di uranio di Příbram, nella Repubblica Ceca, con una profondità di 1.838 metri. Al secondo posto si trova la miniera Bergwerk Saar, nel Saarland (Germania), che raggiunge 1.750 metri.
La miniera a cielo aperto più profonda del mondo è la Miniera di Bingham Canyon nello Utah (Stati Uniti), con oltre 1.200 metri di profondità. La più grande e seconda più profonda miniera di rame a cielo aperto è invece Chuquicamata, nel nord del Cile, con 900 metri di profondità e una produzione annuale di 443.000 tonnellate di rame e 20.000 tonnellate di molibdeno.
La miniera a cielo aperto più profonda rispetto al livello del mare è invece la Tagebau Hambach in Germania, dove il fondo dello scavo si trova a 299 metri sotto il livello del mare.
La più grande miniera sotterranea del mondo è la miniera di Kiirunavaara a Kiruna, in Svezia. Con 450 chilometri di gallerie stradali, 40 milioni di tonnellate di minerale estratto annualmente e una profondità di 1.270 metri, è anche una delle miniere sotterranee più moderne. Il pozzo artificiale più profondo al mondo è invece il pozzo superprofondo di Kola, che raggiunge i 12.262 metri, ma si tratta di una perforazione scientifica e non mineraria.